# Hormoz (città)
Hormoz (farsi هرمز), o Hormuz, è una città dello shahrestān di Qeshm, circoscrizione di Hormoz, nella provincia di Hormozgan in Iran. Si trova sull'isola di Hormuz. Aveva, nel 2006, una popolazione di 5.699 abitanti.
Marco Polo visitò la città per due volte nel 1272 e nel 1293 fornendo una dettagliata descrizione.
(Marco Polo, Il milione, cap. 37. Traduzione italiana di Maria Bellonci)
Due secoli più tardi pure il mercante e viaggiatore russo Afanasij Nikitin passò due volte da questa città.

## Monumenti e luoghi d'interesse
- Forte di Nostra Signora della Concezione, costruito a partire dal 1507 dai portoghesi per ordine Afonso de Albuquerque.

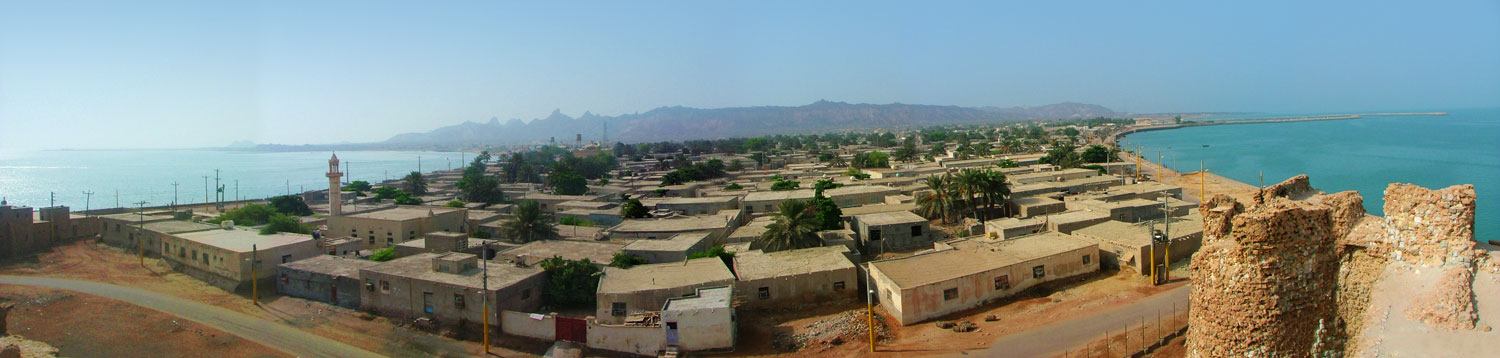
Veduta della città di Hormuz